# Jimmy Durmaz

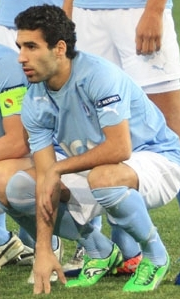
Jimmy Durmaz med Malmö FF år 2011.

Jakup Jimmy Durmaz, tidigare Jimmy Touma, född 22 mars 1989 i Örebro i Örebro län, är en svensk fotbollsspelare som spelar för Gençlerbirliği.

## Klubbkarriär
Jimmy Durmaz moderklubb är BK Forward. Han spelade i Malmö FF som vänsterytter från juli 2008 till och med juli 2012. Inför hösten 2012 skrev han ett treårskontrakt med den turkiska klubben Gençlerbirliği.
Med knappt ett år kvar på kontraktet såldes Jimmy Durmaz i augusti 2014 för motsvarande 18,3 miljoner kronor till den grekiska klubben Olympiakos. Kontraktet med Olympiakos var på 4 år.
Den 2 juli 2019 värvades Durmaz av turkiska Galatasaray, där han skrev på ett treårskontrakt.
Den 12 januari 2023 blev Durmaz klar för AIK, där han skrev på ett kontrakt som sträcker sig över säsongen 2024.
Den 24 januari 2024 blev Durmaz klar för en återkomst till Gençlerbirliği.

## Landslagskarriär
Durmaz A-landslagsdebuterade den 8 februari 2011 mot Cypern med ett inhopp.
Efter Sveriges förlust mot Tyskland i fotbolls-VM 2018 fick Durmaz motta en stor mängd hot och rasistiska kommentarer på sociala medier. Detta ledde till ett gemensamt uttalande från Durmaz och det svenska landslaget som avslutades med orden "Fuck rasism!", samt att det svenska Fotbollförbundet polisanmälde hoten. Mediestrategen Brit Stakston var kritisk mot hur medierna hade rapporterat om händelsen. Per Ödling, professor i telekommunikation, analyserade meddelandena och bedömde att en stor del av de hatiska och rasistiska kommentarerna kom från automatiserade fejkkonton. Även Ödling var kritisk mot medier som okritiskt hade fört budskapet vidare.

## Meriter
Malmö FF
- SM-Guld: 2010

 Olympiakos
- Grekiska Superligan: 2014/2015, 2015/2016

## Släkt och namnbyte
Jimmy Durmaz har syrianskt ursprung. Jimmy Durmaz är släkt med fotbollsspelarna Sharbel Touma och David Durmaz. Han är även kusin med fotbollsspelaren Charbel Georges.
I mitten av februari 2009 bytte Jimmy Durmaz efternamn efter att hela familjen bytt till pappans efternamn (Durmaz) istället för mammans (Touma).

## Statistik

### Seriematcher och mål
Malmö FF
- 2008: 09 / 2
- 2009: 13 / 0
- 2010: 27 / 2
- 2011: 27 / 4
- 2012: 15 / 6

Gençlerbirliği
- 2012–2013: 29 / 5
- 2013–2014: 32 / 6

Olympiakos
- 2014–2015: 19 / 2
- 2015–2016: 24 / 7
- Totalt: 230 / 34

### Landskamper och mål
Sverige U21
- 2009: 4 / 0[21]
- 2010: 4 / 0[22]

Sverige A
- 2011: 1 / 0
- 2012: 8 / 1
- 2013: 5 / 0
- 2014: 9 / 1 (20 november)